# Lippia thymoides
Espèce
Lippia thymoides est une espèce de plantes à fleurs de la famille des verveines (Verbenaceae). Elle est souvent confondue avec une espèce proche : Lippia micromera Schauer.
C'est un arbrisseau rameux, pouvant atteindre 2 mètres. Les feuilles mesurent environ 5-10 millimètres de longueur pour 3-5 millimètres de large et sont simples, opposées, spatulées, à marge entière et à nervures peu marquées. Les fleurs, portant une corolle blanc-rosé, sont groupées en glomérules.
On le connaît en Guyane sous les noms de Thym-pays, Petit-Thym ou Sarriette (Créole).

## Utilisations
Lippia thymoides est cultivé dans les jardins en Guyane. Ses petites feuilles parfumées sont utilisées comme condiment, à la façon du thym et comme plante médicinale en infusion contre la grippe.